# DNA Origami

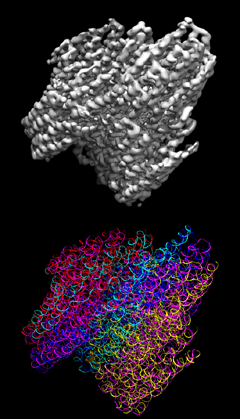
Objeto de DNA origami feito a partir de DNA observado por criomicrocopia eletrônica. Bai, X. -C.; Martin, T. G.; Scheres, S. H. W.; Dietz, H. (2012). [//www.ncbi.nlm.nih.gov/pmc/articles/PMC3523823 "Cryo-EM structure of a 3D DNA-origami object"]. Proceedings of the National Academy of Sciences 109 (49): 20012–20017. doi:10.1073/pnas.1215713109. PMC [//www.ncbi.nlm.nih.gov/pmc/articles/PMC3523823 3523823]. PMID [//www.ncbi.nlm.nih.gov/pubmed/23169645 23169645]. [//en.wikipedia.org/w/index.php?title=Template:Cite_pmid/23169645&action=edit&editintro=Template:Cite_pmid/editintro2 edit]. The map is at the top and atomic model of the DNA colored below. Deposited in EMDB EMD-2210

DNA origami é o uso de "dobraduras" de DNA para criar formatos bi e tridimensionais na escala nano. A especificidade das interações entre pares de bases complementares fazem do DNA um material de construção útil, através do design de sequências básicas O DNA é um material bem conhecido que é adequado para criar suportes que conseguem manter outras moléculas em posição precisa ou criar estruturas por si só.
O DNA origami foi a matéria de capa da Nature em 16 de março de 2006. Desde então, o DNA origami progrediu desde uma forma artística de design molecular para diversas aplicações práticas, como sistemas de drug-delivery (entrega localizada de fármacos) ou circuitaria de dispositivos plasmônicos. A maioria dessas aplicações, contudo, permanece como conceito ou em fase de testes.

## Visão geral
A ideia de utilizar DNA como material foi introduzida incialmente por  Nadrian Seeman nos anos 1980. O método atual de DNA origami foi idealizado e desenvolvido por Paul Rothemund no California Institute of Technology(Caltech), e o processo envolve o dobramento de uma fita simples relativamente longa de DNA viral auxiliado por diversas  fitas "grampo" auxiliares, bem menores. Essas fitas menores ligam-se à maior em diversos pontos, podendo formar inclusive smileys e até mapas rudimentares da China e das Americas, assim como estruturas tridimensionais, como cubos.
O design da forma desejada é inserido em programas de computador capazes de calcular a localização das fitas grampos. Cada grampo liga-se à uma parte do molde de DNA e através  de pareamento de Watson-Crick  as sequências necessárias são previstas e mostradas. O DNA é então misturado, aquecido e resfriado. Conforme o DNA esfria, os diversos grampos puxam a fita longa, levando a formação do formado desejado. Os designs são observáveis diretamente com métodos como microscopia eletrônica e microscopia de força atômica.
Métodos de auto-montagem "bottom-up" são consideradas alternativas promissoras que oferecem síntese de nanoestruturas de forma barata em condições relativamente amenas.
Desde a criação do método, softwares foram desenvolvidos usanto softwares CAD. Isso permite aos pesquisadores utilizar um computador para determinar os grampos corretos a serem utilizados para o formato desejado. Um software do tipo é o caDNAno, um software de código aberto para criação de tais estruturas a partir de DNA. O uso de softwares do tipo não só facilitou o processo como reduziu drasticamente erros provenientes de cálculos manuais.

## Aplicações
Diversas aplicações em potencial já foram sugeridas na literatura, incluindo imobilização de enzimas, capsulas carreadoras de fármacos e auto-montagem nanotecnológica de materiais. Apesar do DNA não ser uma escolha comum para construir estruturas ativas para aplicações nanorobóticas,devido à falta de versatilidade estrutural e catalítica, diversos artigos examinaram a possibilidade de utilizá-lo, por exemplo, como "interruptores" para computação algorítmica. Os exemplos a seguir listam algumas das aplicações relatadas em laboratório com potencial clínico.
- Pesquisadores no Wyss Institute da Harvard University relataram a construção de veículos para entrega direcionada de fármacos auto-organizáveis e auto-destrutíveis em testes laboratoriais. O nanorobô de DNA criado é um tubo de DNA aberto com uma dobradiça em um lado que pode ser fechada. O tubo de DNA (contendo o fármaco) é mantido preso por um aptâmerr, configurado para identificar e se ligar a certas proteínas relacionadas a doença. Uma vez que os nanobots chegam À célula infectada, os aptâmeros levam à abertura da estrutura e liberação da droga. Os primeiros modelos testados com essa abordagem foram para leucemia e linfoma.[8]

- Pesquisadores do Centro Nacional para Nanociência e Tecnologia em Pequim e da Arizona State University relataram delivery com DNA origami de  doxorubicina, uma droga anti-câncer utilizada em quimioterapia. A droga foi ligada não covalentemente à estruturas de DNA origami através de intercalamento e uma carga alta de droga doi atingida. O complexo DNA-doxorubicina foi captado por células de adenocarcinoma de mama,(MCF-7)  através de internalização celular de forma mais eficiente que doxorubicina na forma livre. O incremento na atividade citotóxica foi observado não só para células MCF-7 como para outras células resistentes à doxorubicina. Os cientistas supõe que. o DNA origami carregado com doxorubicina inibe a acidificação lisossomal, resultando na redistribuição celular da droga para locais de ação, aumentando, por consequência, a citotoxicidade contra as células cancerígenas.[9][10]

- Em estudo conduzido por cientistas do iNANO center e do CDNA Center na Universidade de Aarhus, os pesquisadores conseguiram construir uma caixa 3D de DNA Origami com múltiplos "switches" (interruptores). A nanopartícula foi caracterizada por  AFM, TEM e FRET. The constructed box was shown to have a unique reclosing mechanism, which enabled it to repeatedly open and close in response to a unique set of DNA or RNA keys. The authors proposed that this "DNA device can potentially be used for a broad range of applications such as controlling the function of single molecules, controlled drug delivery, and molecular computing.".[11]

- Nanorobôs feitos de DNA origami demonstraram capacidades computacionais e completaram uma tarefa pré programada, em trabalho feito por bioengenheiros do instituto Wyss, da Universidade de Harvarde, e do Instituto de Nanotecnologia e Materiais Avançados na  Universidade Bar-Ilan.Como prova de conceito, a equipe injetou vários tipos  de nanobots (moléculas retorcidadas de DNA com marcadores fluorescentes) em baratas vivas atingindo propriedades equivalentes à um sistema computacional. A complexidade das operações lógicas, as decisões e ações, aumentaram juntamente com o número de nanobots. O time estimou que a capacidade computacional de uma barata pode ser escalada até um computador de 8-bits[12][13]

- DNA pode ser dobrado em octaedros e encapados com uma bicamada de fosfolipídeos, mimetizando o envelope de uma partícula viral.  As nanopartículas de DNA, cada uma com o tamanho aproximado de um vírion, são capazes de permanecer em circulação por horas após serem injetados em camundongos. Elas também produzem uma resposta imune muito menor que as partículas desencapadas. Esses octaedros possuem um uso potencial na entrega direcionada de fármacos (drug-delivery), como relatado por pesquisadores do Instituto Wyss.[14][15]

## Abordagens semelhantes
A ideia de utilizar design de proteínas para atingir os mesmos objetivos que o DNA origami também é discutida. Pesquisadores do Instituto Nacional de Química, na Eslovênia estão trabalhando no design racional do enovelamento de proteínas para criar estruturas semelhantes àquelas vistas com DNA origami. O foco principal da pesquisa atual no design de proteínas é o campo da entrega de fármacos (drug-delivery), utilizando anticorpos ligados à proteínas para gerar um veículo direcionado.